# 馬格利茨城堡

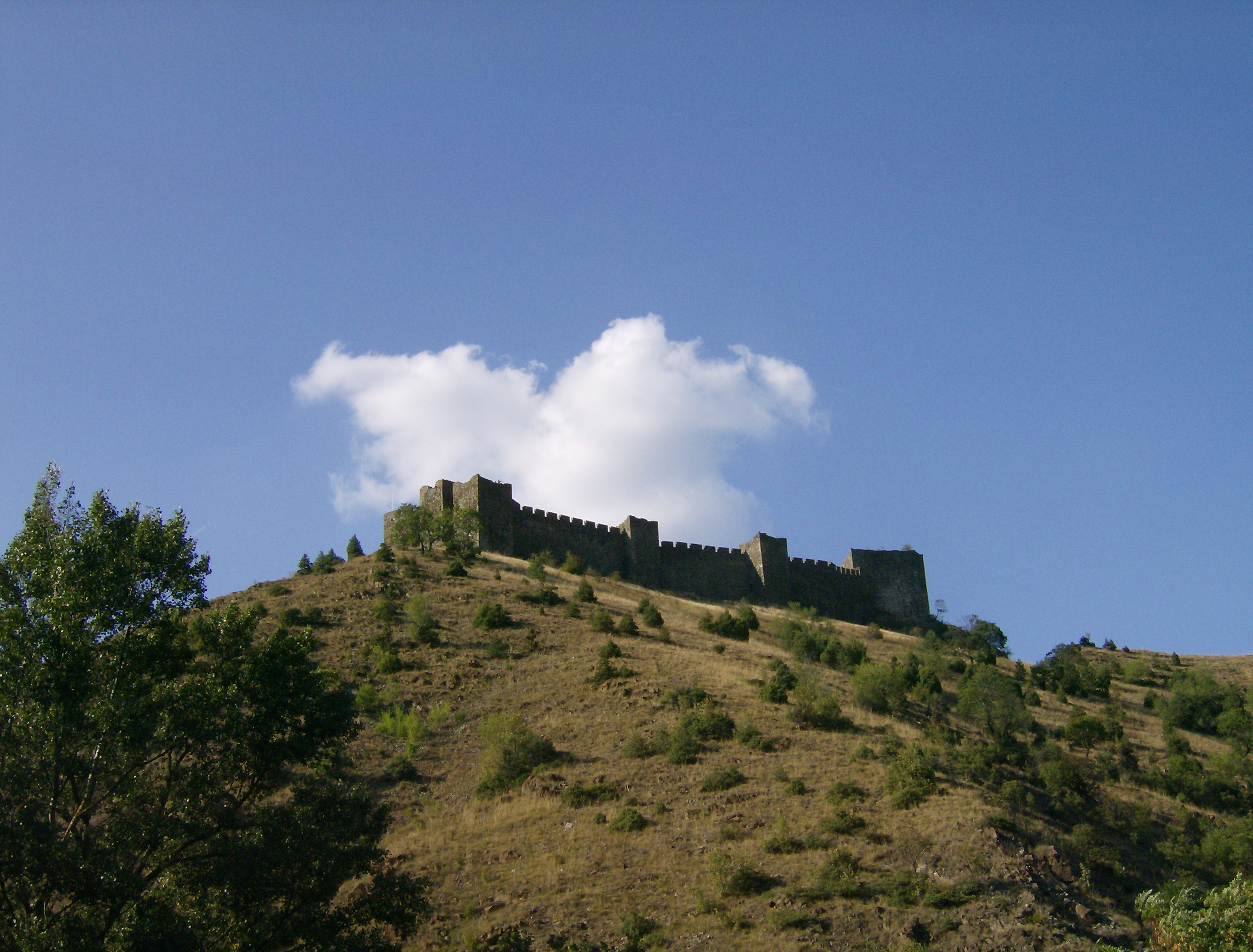
馬格利茨城堡

馬格利茨城堡是塞爾維亞的一座13世紀時期的要塞建築，位於克拉列沃以南20公里處。城堡名稱來自於塞爾維亞語中的Magla一詞，意為「霧」。1979年，馬格利茨城堡被列入塞爾維亞特別重要歷史紀念建築的名單。